# Melionica citrinea
Melionica citrinea là một loài bướm đêm trong họ Noctuidae.